# Mistrovství České republiky v orientačním běhu 2018
26. ročník Mistrovství České republiky v orientačním běhu proběhl v roce 2018 ve čtyřech individuálních a třech týmových disciplínách.

## Mistrovství ČR v nočním OB
| Datum závodu   | 14. 4. 2018    |  | Místo konání    | Horní Brusnice • aréna                           |  | Pořadatel       | SK Studenec                                   |
| Ředitel závodu | Petr Junek st. |  | Hlavní rozhodčí | Jan Fátor                                        |  | Stavitelé tratí | Martin Vik                                    |
| Název mapy     | Holubí vrch    |  | Web závodu      | http://skstudenec.cz/index.php/category/nob2018/ |  | Výsledky závodu | http://oris.orientacnisporty.cz/Zavod?id=4111 |

| Zkrácené výsledky             | Zkrácené výsledky       | Zkrácené výsledky                         | Zkrácené výsledky       | Zkrácené výsledky       | Zkrácené výsledky | Zkrácené výsledky                   | Zkrácené výsledky        | Zkrácené výsledky       | Zkrácené výsledky       |
| Pořadí                        | H21 – muži              | H21 – muži                                | H21 – muži              | H21 – muži              | Pořadí            | D21 – ženy                          | D21 – ženy               | D21 – ženy              | D21 – ženy              |
| ----------------------------- | ----------------------- | ----------------------------------------- | ----------------------- | ----------------------- | ----------------- | ----------------------------------- | ------------------------ | ----------------------- | ----------------------- |
| Zlatá medaile                 | Miloš Nykodým           | SK Žabovřesky Brno                        | 1:12:59                 |                         | Zlatá medaile     | Lenka Mechlová                      | OK Slavia Hradec Králové | 1:07:46                 |                         |
| Stříbrná medaile              | Jan Procházka           | SK Praga                                  | 1:14:44                 | +1:45                   | Stříbrná medaile  | Adéla Indráková                     | SK Žabovřesky Brno       | 1:08:23                 | +0:37                   |
| Bronzová medaile              | Daniel Hájek            | SK Žabovřesky Brno                        | 1:16:42                 | +3:43                   | Bronzová medaile  | Karolína Šiková                     | OK Lokomotiva Plzeň      | 1:11:08                 | +3:22                   |
| 4                             | Pavel Kubát             | OK 99 Hradec Králové                      | 1:17:16                 | +4:17                   | 4                 | Magdaléna Tužilová                  | SK Žabovřesky Brno       | 1:12:09                 | +4:23                   |
| 5                             | Pavel Brlica            | SK Žabovřesky Brno                        | 1:20:12                 | +7:13                   | 5                 | Tereza Odehnalová                   | SK Žabovřesky Brno       | 1:14:12                 | +6:26                   |
| 6                             | Adam Chromý             | KOS TJ Tesla Brno                         | 1:20:57                 | +7:58                   | 6                 | Pavla Horová                        | OK Lokomotiva Pardubice  | 1:14:44                 | +6:58                   |
| 7                             | Matěj Kamenický         | OK Lokomotiva Pardubice                   | 1:22:05                 | +9:06                   | 7                 | Magdalena Čermáková                 | OOB TJ Slovan Luhačovice | 1:14:46                 | +7:00                   |
| 8                             | Štěpán Zimmermann       | SK Žabovřesky Brno                        | 1:22:11                 | +9:12                   | 8                 | Karolína Teplá                      | OK Slavia Hradec Králové | 1:15:02                 | +7:16                   |
| 9                             | Petr Horvát             | Magnus Orienteering                       | 1:24:27                 | +11:28                  | 9                 | Markéta Tesařová                    | SK Žabovřesky Brno       | 1:15:42                 | +7:56                   |
| 10                            | Vojtěch Kettner         | OK Kamenice                               | 1:24:37                 | +11:38                  | 10                | Dominika Plochová Kristýna Kolínová | Oddíl OB Kotlářka        | 1:16:56                 | +9:10                   |
| Pořadí                        | H20 – junioři           | H20 – junioři                             | H20 – junioři           | H20 – junioři           | Pořadí            | D20 – juniorky                      | D20 – juniorky           | D20 – juniorky          | D20 – juniorky          |
| Zlatá medaile                 | Tomáš Křivda            | K.O.B. Choceň                             | 1:04:00                 |                         | Zlatá medaile     | Tereza Janošíková                   | SK Severka Šumperk       | 40:03                   |                         |
| Stříbrná medaile              | Vít Koštejn             | OK Doksy                                  | 1:11:07                 | +7:07                   | Stříbrná medaile  | Tereza Čechová                      | OK Kamenice              | 41:32                   | +1:29                   |
| Bronzová medaile              | Vojtěch Sýkora          | OOB TJ Slovan Luhačovice                  | 1:12:23                 | +8:23                   | Bronzová medaile  | Eliška Sieglová                     | SK Praga                 | 41:43                   | +1:40                   |
| Pořadí                        | H18 – starší dorostenci | H18 – starší dorostenci                   | H18 – starší dorostenci | H18 – starší dorostenci | Pořadí            | D18 – starší dorostenky             | D18 – starší dorostenky  | D18 – starší dorostenky | D18 – starší dorostenky |
| Zlatá medaile                 | Michal Bořánek          | SK Severka Šumperk                        | 59:02                   |                         | Zlatá medaile     | Jana Peterová                       | OK Lokomotiva Pardubice  | 35:59                   |                         |
| Stříbrná medaile              | Tomáš Janovský          | SK Praga                                  | 1:00:48                 | +1:46                   | Stříbrná medaile  | Nikola Thýnová                      | OK Slavia Hradec Králové | 38:11                   | +2:12                   |
| Bronzová medaile              | Martin Roudný           | OK Lokomotiva Pardubice                   | 1:01:14                 | +2:12                   | Bronzová medaile  | Lucie Korpasová                     | KOS TJ Tesla Brno        | 39:09                   | +3:10                   |
| Pořadí                        | H16 – mladší dorostenci | H16 – mladší dorostenci                   | H16 – mladší dorostenci | H16 – mladší dorostenci | Pořadí            | D16 – mladší dorostenky             | D16 – mladší dorostenky  | D16 – mladší dorostenky | D16 – mladší dorostenky |
| Zlatá medaile                 | Martin Šimša            | SK Praga                                  | 34:18                   |                         | Zlatá medaile     | Petra Holečková                     | OK Slavia Hradec Králové | 32:21                   |                         |
| Stříbrná medaile              | Lukáš Richtr            | KOS Slavia Plzeň                          | 35:02                   | +0:44                   | Stříbrná medaile  | Michaela Dittrichová                | KOB Směr Kroměříž        | 32:44                   | +0:23                   |
| Bronzová medaile              | Šimon Mareček           | SK Orientační sporty Nové Město na Moravě | 35:39                   | +1:21                   | Bronzová medaile  | Kateřina Blažková                   | SJH Jindřichův Hradec    | 32:53                   | +0:32                   |
| << předchozí • následující >> |                         |                                           |                         |                         |                   |                                     |                          |                         |                         |

Souhrnné informace naleznete v článku Mistrovství České republiky v nočním orientačním běhu.

## Mistrovství ČR ve sprintu
Česká televize přenášela závody na ČT sport, k dispozici je archiv pořadu.
| Datum závodu   | 19. 5. 2018 |  | Místo konání    | Tábor • aréna                                                             |  | Pořadatel       | SC vebr-sport                                 |
| Ředitel závodu | Jiří Vébr   |  | Hlavní rozhodčí | Jan Picek                                                                 |  | Stavitelé tratí | Radek Novotný                                 |
| Název mapy     | Tábor 2018  |  | Web závodu      | http://mcr2018.vebr-sport.cz/ Archivováno 30. 1. 2018 na Wayback Machine. |  | Výsledky závodu | http://oris.orientacnisporty.cz/Zavod?id=3978 |

| Zkrácené výsledky             | Zkrácené výsledky       | Zkrácené výsledky                      | Zkrácené výsledky       | Zkrácené výsledky       | Zkrácené výsledky | Zkrácené výsledky       | Zkrácené výsledky                         | Zkrácené výsledky       | Zkrácené výsledky       |
| Pořadí                        | H21 – muži              | H21 – muži                             | H21 – muži              | H21 – muži              | Pořadí            | D21 – ženy              | D21 – ženy                                | D21 – ženy              | D21 – ženy              |
| ----------------------------- | ----------------------- | -------------------------------------- | ----------------------- | ----------------------- | ----------------- | ----------------------- | ----------------------------------------- | ----------------------- | ----------------------- |
| Zlatá medaile                 | Vojtěch Král            | SK Severka Šumperk                     | 14:06                   |                         | Zlatá medaile     | Vendula Horčičková      | OOB TJ Slovan Luhačovice                  | 13:53                   |                         |
| Stříbrná medaile              | Daniel Hájek            | SK Žabovřesky Brno                     | 14:31                   | +0:25                   | Stříbrná medaile  | Jana Knapová            | OK Lokomotiva Pardubice                   | 14:24                   | +0:31                   |
| Bronzová medaile              | Miloš Nykodým           | SK Žabovřesky Brno                     | 14:45                   | +0:39                   | Bronzová medaile  | Denisa Kosová           | OK 99 Hradec Králové                      | 14:43                   | +0:50                   |
| 4                             | Marek Minář             | Magnus Orienteering                    | 14:58                   | +0:52                   | 4                 | Adéla Indráková         | SK Žabovřesky Brno                        | 14:48                   | +0:55                   |
| 5                             | Pavel Brlica            | SK Žabovřesky Brno                     | 15:10                   | +1:04                   | 5                 | Anna Štičková           | SK Severka Šumperk                        | 15:13                   | +1:20                   |
| 6                             | Jan Procházka           | SK Praga                               | 15:17                   | +1:11                   | 6                 | Karolína Šiková         | OK Lokomotiva Plzeň                       | 15:14                   | +1:21                   |
| 7                             | Šimon Navrátil          | SK Praga                               | 15:20                   | +1:14                   | 7                 | Eva Kabáthová           | SK Žabovřesky Brno                        | 15:27                   | +1:34                   |
| 8                             | Tomáš Kubelka           | OK Lokomotiva Pardubice                | 15:28                   | +1:22                   | 8                 | Natalia Hiklová         | SK Žabovřesky Brno                        | 15:34                   | +1:41                   |
| 9                             | Pavel Kubát             | OK 99 Hradec Králové                   | 15:29                   | +1:23                   | 8                 | Karolína Teplá          | OK Slavia Hradec Králové                  | 15:34                   | +1:41                   |
| 10                            | Martin Poklop           | SK Severka Šumperk                     | 15:32                   | +1:26                   | 8                 | Zdenka Kozáková         | KOS TJ Tesla Brno                         | 15:34                   | +1:41                   |
| Pořadí                        | H20 – junioři           | H20 – junioři                          | H20 – junioři           | H20 – junioři           | Pořadí            | D20 – juniorky          | D20 – juniorky                            | D20 – juniorky          | D20 – juniorky          |
| Zlatá medaile                 | Tomáš Křivda            | K.O.B. Choceň                          | 12:32                   |                         | Zlatá medaile     | Tereza Janošíková       | SK Severka Šumperk                        | 11:04                   |                         |
| Stříbrná medaile              | Vojtěch Sýkora          | OOB TJ Slovan Luhačovice               | 13:11                   | +0:39                   | Stříbrná medaile  | Tereza Čechová          | OK Kamenice                               | 11:12                   | +0:08                   |
| Bronzová medaile              | Vít Horčička            | SK-SKI OB Šternberk                    | 13:19                   | +0:47                   | Bronzová medaile  | Barbora Chaloupská      | OK 99 Hradec Králové                      | 11:29                   | +0:25                   |
| Pořadí                        | H18 – starší dorostenci | H18 – starší dorostenci                | H18 – starší dorostenci | H18 – starší dorostenci | Pořadí            | D18 – starší dorostenky | D18 – starší dorostenky                   | D18 – starší dorostenky | D18 – starší dorostenky |
| Zlatá medaile                 | Martin Roudný           | OK Lokomotiva Pardubice                | 12:15                   |                         | Zlatá medaile     | Klára Nechanická        | SK Orientační sporty Nové Město na Moravě | 11:16                   |                         |
| Stříbrná medaile              | Sebastian Filipek       | TJ TŽ Třinec                           | 12:24                   | +0:09                   | Stříbrná medaile  | Nikola Thýnová          | OK Slavia Hradec Králové                  | 11:23                   | +0:07                   |
| Bronzová medaile              | Filip Adámek            | KOB ALFA Brno                          | 12:38                   | +0:23                   | Bronzová medaile  | Martina Opálková        | BETA URSUS Orienteering                   | 11:25                   | +0:09                   |
| Pořadí                        | H16 – mladší dorostenci | H16 – mladší dorostenci                | H16 – mladší dorostenci | H16 – mladší dorostenci | Pořadí            | D16 – mladší dorostenky | D16 – mladší dorostenky                   | D16 – mladší dorostenky | D16 – mladší dorostenky |
| Zlatá medaile                 | Milan Malačka           | Oddíl OB Kotlářka                      | 10:08                   |                         | Zlatá medaile     | Tereza Chrástová        | SK Studenec                               | 10:59                   |                         |
| Stříbrná medaile              | Šimon Mareček           | Orientační sporty Nové Město na Moravě | 10:12                   | +0:04                   | Stříbrná medaile  | Kateřina Blažková       | SJH Jindřichův Hradec                     | 11:00                   | +0:01                   |
| Bronzová medaile              | Petr Synek              | OK Doksy                               | 10:20                   | +0:12                   | Bronzová medaile  | Anna Karlová            | OK Jilemnice                              | 11:02                   | +0:03                   |
| << předchozí • následující >> |                         |                                        |                         |                         |                   |                         |                                           |                         |                         |

Souhrnné informace naleznete v článku Mistrovství České republiky v orientačním běhu ve sprintu.

## Mistrovství ČR na krátké trati
Reportáž ze závodu připravila pro ČT sport Česká televize.
| Datum závodu   | 23.–24. 6. 2018 |  | Místo konání    | Černovice • aréna                |  | Pořadatel       | KOS TJ Tesla Brno                             |
| Ředitel závodu | Jan Gryc        |  | Hlavní rozhodčí | Zdenka Kozáková                  |  | Stavitelé tratí | Radovan Čech, Zdeněk Liščinský                |
| Název mapy     | Hrádky 628      |  | Web závodu      | http://www.tbm.cz/2018-ob-mcrkt/ |  | Výsledky závodu | http://oris.orientacnisporty.cz/Zavod?id=3913 |

| Zkrácené výsledky             | Zkrácené výsledky       | Zkrácené výsledky                         | Zkrácené výsledky       | Zkrácené výsledky       | Zkrácené výsledky | Zkrácené výsledky       | Zkrácené výsledky        | Zkrácené výsledky       | Zkrácené výsledky       |
| Pořadí                        | H21 – muži              | H21 – muži                                | H21 – muži              | H21 – muži              | Pořadí            | D21 – ženy              | D21 – ženy               | D21 – ženy              | D21 – ženy              |
| ----------------------------- | ----------------------- | ----------------------------------------- | ----------------------- | ----------------------- | ----------------- | ----------------------- | ------------------------ | ----------------------- | ----------------------- |
| Zlatá medaile                 | Miloš Nykodým           | SK Žabovřesky Brno                        | 34:11                   |                         | Zlatá medaile     | Jana Knapová            | OK Lokomotiva Pardubice  | 33:15                   |                         |
| Stříbrná medaile              | Daniel Hájek            | SK Žabovřesky Brno                        | 35:21                   | +1:10                   | Stříbrná medaile  | Michaela Omová          | OOB TJ Turnov            | 35:03                   | +1:48                   |
| Bronzová medaile              | Vojtěch Král            | SK Severka Šumperk                        | 35:25                   | +1:14                   | Bronzová medaile  | Lenka Mechlová          | OK Slavia Hradec Králové | 35:20                   | +2:05                   |
| 4                             | Marek Minář             | Magnus Orienteering                       | 36:54                   | +2:43                   | 4                 | Denisa Kosová           | OK 99 Hradec Králové     | 35:21                   | +2:06                   |
| 5                             | Kuba Dragowski          | OOB TJ Turnov                             | 37:03                   | +2:52                   | 5                 | Vendula Horčičková      | OOB TJ Slovan Luhačovice | 35:31                   | +2:16                   |
| 6                             | Baptiste Rollier        | OK 99 Hradec Králové                      | 37:13                   | +3:02                   | 6                 | Ivana Fujáčková         | Sportcentrum Jičín       | 35:50                   | +2:35                   |
| 7                             | Jan Petržela            | OK 99 Hradec Králové                      | 37:22                   | +3:11                   | 7                 | Adéla Indráková         | SK Žabovřesky Brno       | 36:05                   | +2:50                   |
| 8                             | Pavel Kubát             | OK 99 Hradec Králové                      | 37:26                   | +3:15                   | 8                 | Monika Doležalová       | OK Kamenice              | 37:01                   | +3:46                   |
| 9                             | Jan Procházka           | SK Praga                                  | 37:31                   | +3:20                   | 9                 | Iva Rufferová           | OOB TJ Turnov            | 37:10                   | +3:55                   |
| 10                            | Martin Poklop           | SK Severka Šumperk                        | 38:03                   | +3:52                   | 10                | Magdaléna Tužilová      | SK Žabovřesky Brno       | 37:37                   | +4:22                   |
| Pořadí                        | H20 – junioři           | H20 – junioři                             | H20 – junioři           | H20 – junioři           | Pořadí            | D20 – juniorky          | D20 – juniorky           | D20 – juniorky          | D20 – juniorky          |
| Zlatá medaile                 | Tomáš Křivda            | K.O.B. Choceň                             | 25:44                   |                         | Zlatá medaile     | Barbora Chaloupská      | OK 99 Hradec Králové     | 26:10                   |                         |
| Stříbrná medaile              | Vojtěch Sýkora          | OOB TJ Slovan Luhačovice                  | 26:02                   | +0:18                   | Stříbrná medaile  | Tereza Janošíková       | SK Severka Šumperk       | 26:40                   | +0:30                   |
| Bronzová medaile              | Daniel Vandas           | OK 99 Hradec Králové                      | 27:01                   | +1:17                   | Bronzová medaile  | Tereza Čechová          | OK Kamenice              | 26:41                   | +0:31                   |
| Pořadí                        | H18 – starší dorostenci | H18 – starší dorostenci                   | H18 – starší dorostenci | H18 – starší dorostenci | Pořadí            | D18 – starší dorostenky | D18 – starší dorostenky  | D18 – starší dorostenky | D18 – starší dorostenky |
| Zlatá medaile                 | Martin Roudný           | OK Lokomotiva Pardubice                   | 25:13                   |                         | Zlatá medaile     | Kateřina Grycová        | KOS TJ Tesla Brno        | 27:24                   |                         |
| Stříbrná medaile              | Jan Rusin               | OK Lokomotiva Pardubice                   | 26:32                   | +1:19                   | Stříbrná medaile  | Jana Peterová           | OK Lokomotiva Pardubice  | 27:51                   | +0:27                   |
| Bronzová medaile              | Michal Bořánek          | SK Severka Šumperk                        | 26:46                   | +1:33                   | Bronzová medaile  | Karolína Aschermannová  | OK Kamenice              | 28:45                   | +1:21                   |
| Pořadí                        | H16 – mladší dorostenci | H16 – mladší dorostenci                   | H16 – mladší dorostenci | H16 – mladší dorostenci | Pořadí            | D16 – mladší dorostenky | D16 – mladší dorostenky  | D16 – mladší dorostenky | D16 – mladší dorostenky |
| Zlatá medaile                 | Jakub Chaloupský        | OK 99 Hradec Králové                      | 23:09                   |                         | Zlatá medaile     | Markéta Mulíčková       | KOB ALFA Brno            | 25:23                   |                         |
| Stříbrná medaile              | Šimon Mareček           | SK Orientační sporty Nové Město na Moravě | 23:35                   | +0:26                   | Stříbrná medaile  | Adéla Vandasová         | OK 99 Hradec Králové     | 25:29                   | +0:06                   |
| Bronzová medaile              | Lukáš Richtr            | KOS Slavia Plzeň                          | 23:49                   | +0:40                   | Bronzová medaile  | Petra Holečková         | OK Slavia Hradec Králové | 26:17                   | +0:54                   |
| << předchozí • následující >> |                         |                                           |                         |                         |                   |                         |                          |                         |                         |

Souhrnné informace naleznete v článku Mistrovství České republiky v orientačním běhu na krátké trati.

## Mistrovství ČR na klasické trati
Reportáž ze závodu připravila pro ČT sport Česká televize.
| Datum závodu   | 15.–16. 9. 2018 |  | Místo konání    | Kladky • aréna                    |  | Pořadatel       | Oddíl OS SK Prostějov, KOB Konice             |
| Ředitel závodu | Dušan Vystavěl  |  | Hlavní rozhodčí | Miroslav Hlava                    |  | Stavitelé tratí | Jakub Zimmermann, Jiří Otrusina               |
| Název mapy     | Štěbelík        |  | Web závodu      | http://ob.skprostejov.cz/mcr2018/ |  | Výsledky závodu | http://oris.orientacnisporty.cz/Zavod?id=3983 |

| Zkrácené výsledky             | Zkrácené výsledky       | Zkrácené výsledky        | Zkrácené výsledky       | Zkrácené výsledky       | Zkrácené výsledky | Zkrácené výsledky       | Zkrácené výsledky        | Zkrácené výsledky       | Zkrácené výsledky       |
| Pořadí                        | H21 – muži              | H21 – muži               | H21 – muži              | H21 – muži              | Pořadí            | D21 – ženy              | D21 – ženy               | D21 – ženy              | D21 – ženy              |
| ----------------------------- | ----------------------- | ------------------------ | ----------------------- | ----------------------- | ----------------- | ----------------------- | ------------------------ | ----------------------- | ----------------------- |
| Zlatá medaile                 | Miloš Nykodým           | SK Žabovřesky Brno       | 1:34:03                 |                         | Zlatá medaile     | Denisa Kosová           | OK 99 Hradec Králové     | 1:19:41                 |                         |
| Stříbrná medaile              | Marek Minář             | Magnus Orienteering      | 1:38:30                 | +4:27                   | Stříbrná medaile  | Adéla Indráková         | SK Žabovřesky Brno       | 1:22:50                 | +3:09                   |
| Bronzová medaile              | Tomáš Kubelka           | OK Lokomotiva Pardubice  | 1:39:58                 | +5:55                   | Bronzová medaile  | Vendula Horčičková      | OOB TJ Slovan Luhačovice | 1:23:02                 | +3:21                   |
| 4                             | Pavel Kubát             | OK 99 Hradec Králové     | 1:43:54                 | +9:51                   | 4                 | Jana Knapová            | OK Lokomotiva Pardubice  | 1:23:28                 | +3:47                   |
| 5                             | Jan Šedivý              | SK Praga                 | 1:44:16                 | +10:13                  | 5                 | Lenka Mechlová          | OK Slavia Hradec Králové | 1:25:29                 | +5:48                   |
| 6                             | Jan Procházka           | SK Praga                 | 1:44:19                 | +10:16                  | 6                 | Jindra Hlavová          | SK Žabovřesky Brno       | 1:25:45                 | +6:04                   |
| 7                             | Matouš Fürst            | TJ Loko Liberec          | 1:44:37                 | +10:34                  | 7                 | Anna Štičková           | SK Severka Šumperk       | 1:27:51                 | +8:10                   |
| 8                             | Daniel Hájek            | SK Žabovřesky Brno       | 1:46:18                 | +12:15                  | 8                 | Lenka Knapová           | OK Lokomotiva Pardubice  | 1:28:52                 | +9:11                   |
| 9                             | Štěpán Mudrák           | OOB TJ Slovan Luhačovice | 1:47:12                 | +13:09                  | 9                 | Karolína Šiková         | OK Lokomotiva Plzeň      | 1:29:42                 | +10:01                  |
| 10                            | Adam Chloupek           | SK Žabovřesky Brno       | 1:47:41                 | +13:38                  | 10                | Eva Kabáthová           | SK Žabovřesky Brno       | 1:31:37                 | +11:56                  |
| Pořadí                        | H20 – junioři           | H20 – junioři            | H20 – junioři           | H20 – junioři           | Pořadí            | D20 – juniorky          | D20 – juniorky           | D20 – juniorky          | D20 – juniorky          |
| Zlatá medaile                 | Vojtěch Sýkora          | OOB TJ Slovan Luhačovice | 1:16:13                 |                         | Zlatá medaile     | Tereza Janošíková       | SK Severka Šumperk       | 1:00:55                 |                         |
| Stříbrná medaile              | Otakar Hirš             | SK Žabovřesky Brno       | 1:17:00                 | +0:47                   | Stříbrná medaile  | Barbora Chaloupská      | OK 99 Hradec Králové     | 1:02:30                 | +1:35                   |
| Bronzová medaile              | Tomáš Křivda            | K.O.B. Choceň            | 1:19:16                 | +3:03                   | Bronzová medaile  | Agnieszka Cych          | OK 99 Hradec Králové     | 1:06:42                 | +5:47                   |
| Pořadí                        | H18 – starší dorostenci | H18 – starší dorostenci  | H18 – starší dorostenci | H18 – starší dorostenci | Pořadí            | D18 – starší dorostenky | D18 – starší dorostenky  | D18 – starší dorostenky | D18 – starší dorostenky |
| Zlatá medaile                 | Michal Bořánek          | SK Severka Šumperk       | 1:02:00                 |                         | Zlatá medaile     | Kateřina Grycová        | KOS TJ Tesla Brno        | 1:03:20                 |                         |
| Stříbrná medaile              | Jan Rusin               | OK Lokomotiva Pardubice  | 1:05:16                 | +3:16                   | Stříbrná medaile  | Jana Peterová           | OK Lokomotiva Pardubice  | 1:03:35                 | +0:15                   |
| Bronzová medaile              | Jan Gajda               | OK Kamenice              | 1:06:30                 | +4:30                   | Bronzová medaile  | Nikola Thýnová          | OK Slavia Hradec Králové | 1:04:01                 | +0:41                   |
| Pořadí                        | H16 – mladší dorostenci | H16 – mladší dorostenci  | H16 – mladší dorostenci | H16 – mladší dorostenci | Pořadí            | D16 – mladší dorostenky | D16 – mladší dorostenky  | D16 – mladší dorostenky | D16 – mladší dorostenky |
| Zlatá medaile                 | Martin Šimša            | SK Praga                 | 1:02:50                 |                         | Zlatá medaile     | Anna Karlová            | OK Jilemnice             | 43:07                   |                         |
| Stříbrná medaile              | Jakub Chaloupský        | OK 99 Hradec Králové     | 1:04:11                 | +1:21                   | Stříbrná medaile  | Petra Holečková         | OK Slavia Hradec Králové | 44:41                   | +1:34                   |
| Bronzová medaile              | Lukáš Richtr            | KOS Slavia Plzeň         | 1:04:30                 | +1:40                   | Bronzová medaile  | Michaela Dittrichová    | KOB Směr Kroměříž        | 47:37                   | +4:30                   |
| << předchozí • následující >> |                         |                          |                         |                         |                   |                         |                          |                         |                         |

Souhrnné informace naleznete v článku Mistrovství České republiky v orientačním běhu na klasické trati.

## Mistrovství ČR sprintových štafet
Reportáž ze závodu připravila pro ČT sport Česká televize.
| Datum závodu   | 28. 9. 2018       |  | Místo konání    | Zlín - Jižní Svahy • aréna     |  | Pořadatel       | SKOB Zlín                                     |
| Ředitel závodu | Tomáš Podmolík    |  | Hlavní rozhodčí | Monika Krejčíková              |  | Stavitelé tratí | Petr Pernička                                 |
| Název mapy     | Zlín, Jižní Svahy |  | Web závodu      | http://mcrss2018.skob-zlin.cz/ |  | Výsledky závodu | http://oris.orientacnisporty.cz/Zavod?id=3914 |

| Zkrácené výsledky             | Zkrácené výsledky                                                                    | Zkrácené výsledky | Zkrácené výsledky | Zkrácené výsledky | Zkrácené výsledky                                                                            | Zkrácené výsledky | Zkrácené výsledky | Zkrácené výsledky | Zkrácené výsledky |
| Pořadí                        | DH21 – dospělí                                                                       | DH21 – dospělí    | DH21 – dospělí    | Pořadí            | DH18 – dorost                                                                                | DH18 – dorost     | DH18 – dorost     |                   |                   |
| ----------------------------- | ------------------------------------------------------------------------------------ | ----------------- | ----------------- | ----------------- | -------------------------------------------------------------------------------------------- | ----------------- | ----------------- | ----------------- | ----------------- |
| Zlatá medaile                 | SK Severka Šumperk Anna Štičková Martin Poklop Vojtěch Král Tereza Janošíková        | 58:35             |                   | Zlatá medaile     | OK Lokomotiva Pardubice Kateřina Koberová Jan Rusin Martin Roudný Jana Peterová              | 56:14             |                   |                   |                   |
| Stříbrná medaile              | OK Lokomotiva Pardubice Lenka Knapová Tomáš Kubelka Matěj Kamenický Jana Knapová     | 1:01:21           | +2:46             | Stříbrná medaile  | KOS TJ Tesla Brno Lucie Korpasová Filip Adámek Jakub Milán Kateřina Grycová                  | 59:10             |                   |                   |                   |
| Bronzová medaile              | SK Praga Adéla Bogarová Jan Flašar Šimon Navrátil Martina Tichovská                  | 1:01:32           | +2:57             | Bronzová medaile  | K.O.B. Choceň Katarzyna Ciesiólka Michal Švadlena Mikolaj Krawczyňski Agnieszka Mazurek      | 59:33             | +3:19             |                   |                   |
| 4                             | SK Žabovřesky Brno Gabriela Hiršová Adam Chloupek Štěpán Zimmermann Markéta Tesařová | 1:03:17           | +4:42             | 4                 | OK Lokomotiva Pardubice Viktorie Vojtíšková Ondřej Paleček Václav Roudný Valerie Borovičková | 1:00:32           | +4:18             |                   |                   |
| 5                             | SK Žabovřesky Brno Markéta Firešová Stanislav Mokrý Ondřej Hlaváč Barbora Zháňalová  | 1:04:12           | +5:37             | 5                 | Oddíl OB Kotlářka Eliška Poborská Antonín Švarc Milan Malačka Dorotea Tichá                  | 1:00:35           | +4:21             |                   |                   |
| << předchozí • následující >> |                                                                                      |                   |                   |                   |                                                                                              |                   |                   |                   |                   |

Souhrnné informace naleznete v článku Mistrovství České republiky v orientačním běhu sprintových štafet.

## Mistrovství ČR štafet
Reportáž ze závodu připravila pro ČT sport Česká televize.
| Datum závodu   | 13. 10. 2018 |  | Místo konání    | Krajníčko • aréna                         |  | Pořadatel       | VŠTJ Ekonom Praha+ OOB TJ Sokol Pražák        |
| Ředitel závodu | Jan Pecka    |  | Hlavní rozhodčí | Radim Ondráček                            |  | Stavitelé tratí | Libuše Fantová                                |
| Název mapy     | Helfenburk   |  | Web závodu      | http://www.ekonompraha.cz/zavody/mcr2018/ |  | Výsledky závodu | http://oris.orientacnisporty.cz/Zavod?id=3984 |

| Zkrácené výsledky             | Zkrácené výsledky                                                         | Zkrácené výsledky | Zkrácené výsledky | Zkrácené výsledky | Zkrácené výsledky                                                                | Zkrácené výsledky | Zkrácené výsledky | Zkrácené výsledky | Zkrácené výsledky |
| Pořadí                        | H21 – muži                                                                | H21 – muži        | H21 – muži        | Pořadí            | D21 – ženy                                                                       | D21 – ženy        | D21 – ženy        |                   |                   |
| ----------------------------- | ------------------------------------------------------------------------- | ----------------- | ----------------- | ----------------- | -------------------------------------------------------------------------------- | ----------------- | ----------------- | ----------------- | ----------------- |
| Zlatá medaile                 | SK Žabovřesky Brno Otakar Hirš Daniel Hájek Miloš Nykodým                 | 2:15:44           |                   | Zlatá medaile     | SK Severka Šumperk Lenka Poklopová Anna Štičková Tereza Janošíková               | 2:08:21           |                   |                   |                   |
| Stříbrná medaile              | OK 99 Hradec Králové Daniel Vandas Jan Petržela Pavel Kubát               | 2:16:03           | +0:19             | Stříbrná medaile  | SK Žabovřesky Brno Natalia Hiklová Adéla Indráková Jindra Hlavová                | 2:12:19           | +3:58             |                   |                   |
| Bronzová medaile              | SK Severka Šumperk Marek Schuster Martin Poklop Vojtěch Král              | 2:18:35           | +2:51             | Bronzová medaile  | OK 99 Hradec Králové Tereza Novotná Barbora Chaloupská Denisa Kosová             | 2:12:39           | +4:18             |                   |                   |
| 4                             | OOB TJ Slovan Luhačovice Krzysztof Wolowczyk Štěpán Mudrák Vojtěch Sýkora | 2:20:35           | +4:51             | 4                 | OK Kamenice Monika Doležalová Petra Aschermannová Tereza Čechová                 | 2:12:42           | +4:21             |                   |                   |
| 5                             | SK Praga Šimon Navrátil Jan Šedivý Jan Procházka                          | 2:22:11           | +6:27             | 5                 | OOB TJ Slovan Luhačovice Magdalena Čermáková Radka Sklenářová Vendula Horčičková | 2:15:23           | +7:02             |                   |                   |
| Pořadí                        | H18 – dorostenci                                                          | H18 – dorostenci  | H18 – dorostenci  | Pořadí            | D18 – dorostenky                                                                 | D18 – dorostenky  | D18 – dorostenky  |                   |                   |
| Zlatá medaile                 | OK Lokomotiva Pardubice Martin Roudný Ondřej Volák Jan Rusin              | 2:00:16           |                   | Zlatá medaile     | OK Kamenice Karolína Aschermannová Sofie Šafková Lucie Semíková                  | 1:53:30           |                   |                   |                   |
| Stříbrná medaile              | SK Studenec Vít Štefan Lukáš Link Jan Rücker                              | 2:05:28           | +5:12             | Stříbrná medaile  | SK Žabovřesky Brno Tamara Miklušová Emma Bednaříková Markéta Mulíčková           | 1:57:44           | +4:14             |                   |                   |
| Bronzová medaile              | OK Kamenice Ondřej Janda Sebastian Šafka Jan Gajda                        | 2:05:50           | +5:34             | Bronzová medaile  | OK Slavia Hradec Králové Petra Holečková Martina Thýnová Nikola Thýnová          | 1:58:44           | +5:14             |                   |                   |
| << předchozí • následující >> |                                                                           |                   |                   |                   |                                                                                  |                   |                   |                   |                   |

Souhrnné informace naleznete v článku Mistrovství České republiky v orientačním běhu štafet.

## Mistrovství ČR klubů a oblastních výběrů
Reportáž ze závodu připravila pro ČT sport Česká televize.
| Datum závodu   | 14. 10. 2018 |  | Místo konání    | Krajníčko • aréna |  | Pořadatel       | VŠTJ Ekonom Praha+ OOB TJ Sokol Pražák |
| Ředitel závodu | Jan Pecka    |  | Hlavní rozhodčí | Libuše Fantová    |  | Stavitelé tratí | Radim Ondráček                         |
| Název mapy     | Paníhájek    |  | Web závodu      | www               |  | Výsledky závodu | ORIS                                   |

| Zkrácené výsledky             | Zkrácené výsledky | Zkrácené výsledky | Zkrácené výsledky | Zkrácené výsledky | Zkrácené výsledky | Zkrácené výsledky | Zkrácené výsledky | Zkrácené výsledky | Zkrácené výsledky |
| Pořadí                        | DH21 - dospělí | DH21 - dospělí    | DH21 - dospělí    | Pořadí            | DH18 - dorost | DH18 - dorost     | DH18 - dorost     |                   |                   |
| ----------------------------- | --- | ----------------- | ----------------- | ----------------- | --- | ----------------- | ----------------- | ----------------- | ----------------- |
| Zlatá medaile                 | OK 99 Hradec Králové Daniel Vandas Daniela Štěrbová Jan Bendák Barbora Chaloupská Pavel Kubát Denisa Kosová Jan Petržela       | 4:45:41           |                   | Zlatá medaile     | OK Lokomotiva Pardubice Ondřej Volák Kateřina Koberová Václav Roudný Tereza Fejfarová Martin Roudný Jana Peterová Jan Rusin          | 4:42:29           |                   |                   |                   |
| Stříbrná medaile              | SK Žabovřesky Brno Otakar Hirš Natalia Hiklová Štěpán Zimmermann Jindra Hlavová Daniel Hájek Adéla Indráková Miloš Nykodým     | 4:48:30           | +2:49             | Stříbrná medaile  | KOS TJ Tesla Brno Filip Adámek Martina Opálková Vojtěch Gryc Kamila Špringlová Jan Sedlář Kateřina Grycová Radim Kligl               | 4:49:05           | +6:36             |                   |                   |
| Bronzová medaile              | OK Lokomotiva Pardubice Matěj Kamenický Martina Zvěřinová David Procházka Lenka Knapová Tomáš Kubelka Jana Knapová Radek Nožka | 4:49:26           | +3:45             | Bronzová medaile  | OK Kamenice Ondřej Janda Karolína Bejvlová Tomáš Kovářík Sofie Šafková Sebastian Šafka Lucie Semíková Jan Gajda                      | 4:49:07           | +6:38             |                   |                   |
| 4                             | SK Severka Šumperk Marek Schuster Anna Štičková Václav Král Lenka Poklopová Martin Poklop Tereza Janošíková Vojtěch Král       | 4:52:44           | +7:03             | 4                 | SK Žabovřesky Brno Tomáš Milán Tamara Miklušová Adam Urbánek Emma Bednaříková Jáchym Coufal Markéta Mulíčková Tobiáš Goldschmidt     | 5:01:10           | +18:41            |                   |                   |
| 5                             | SK Praga Jan Flašar Martina Tichovská Jan Šedivý Eliška Sieglová Šimon Navrátil Adéla Bogarová Jan Procházka                   | 4:58:42           | +13:01            | 5                 | OOB TJ Tatran Jablonec n. N. Josef Nagy Magdaléna Rýdlová Martin Adamec Michaela Šklíbová Ondřej Budský Adéla Rýdlová Lukáš Vitebský | 5:01:45           | +19:16            |                   |                   |
| << předchozí • následující >> | |                   |                   |                   | |                   |                   |                   |                   |

Souhrnné informace naleznete v článku Mistrovství České republiky v orientačním běhu klubů a oblastních výběrů.